# 姚廷瓚
姚廷瓚（？—17世紀），字仲雅，蘇州府長洲縣人，南明軍事人物。

## 生平
姚廷瓚自諸生出身，擔任王化貞部隊的副總兵，弘光年間與龐士元、陳彥卿、楊桓、嚴萼、王符等人在陳湖起兵，並加入陸世鑰、王鍍、何英、劉座、崔秦、陸彥衝、王元壽、張行甫的陸家營。不久軍隊戰敗，他遭擒獲至吳勝兆處，回應對方勸降時說：「你還知道舊友，就不顧念故國麼！」大罵而死。

## 引用
1. 1 2  錢海岳《南明史·卷四十六·列傳第二十二》：（弘光時）東湖有十將官者，集眾千餘屯湖中，（陸）世鑰慮其為亂，與王鍍、何英、劉座、崔秦、姚廷瓚、陸彥衝、王元壽、張行甫亦聚二萬人陳湖，戰船雲集，指揮出沒，斑聲如宙，號陸家營。……廷瓚，字仲雅，長洲人。諸生。王化貞副總兵。與龐士元、陳彥卿、楊桓、嚴萼、王符等起兵陳湖。兵潰，士流、彥卿、桓、萼執死，符水死。廷瓚執見勝兆，勸降曰：「若我故友耶！」曰：「汝猶知故友，獨不念故國耶！」大罵死。